# Myrcia lenheirensis
Myrcia lenheirensis là một loài thực vật có hoa trong Họ Đào kim nương. Loài này được (O.Berg) Mattos mô tả khoa học đầu tiên năm 1967.